# Live.03
Live.03 è un album dal vivo del gruppo musicale statunitense Isis, pubblicato nel 2005.

## Tracce
1. So Did We – 8:43
2. Backlit – 8:40
3. The Beginning and the End – 9:24
4. In Fiction – 10:15
5. Wills Dissolve – 7:29
6. Grinning Mouths – 8:51
7. Altered Course – 15:38